# Jeanne Tripplehorn
Jeanne Tripplehorn (Tulsa, Oklahoma, Estats Units, 10 de juny de 1963) és una actriu estatunidenca És coneguda per al seu paper de psiquiatra al thriller de culte Instint bàsic i, més recentment, per al seu paper d'agent de l'FBI a la sèrie Criminal Minds.

## Biografia
Jeanne Tripplehorn és filla del guitarrista Tom Tripplehorn, que va formar part del grup Gary Lewis & The Playboys. Després haver seguit cursos a la Universitat de Tulsa i a la Juilliard School de Nova York, Jeanne Tripplehorn comença la seva carrera com presentadora de televisió i de ràdio. L'any 1991, participa amb Lukas Haas al telefilm The Perfect Tribute.
El seu primer paper al cinema és al film Instint bàsic on fa al costat de Sharon Stone el paper d'una psiquiatra. L'any 1993, participa en el film La Firma on interpreta el paper de la dona del personatge de Tom Cruise. L'any 1995, fa el paper femení principal del film Waterworld al costat de Kevin Costner.
La seva carrera al cinema va alentir després i els films on actua no tenen tant d'èxit de públic. L'any 1999, participa de nou en un film del box-office (Mickey els ulls blaus) on fa el paper de l'amiga de Hugh Grant. L'any 2000, interpreta una pistolera lesbiana al film Timecode. Al film Enduts per la marea (2002), té el paper de la millor amiga del personatge de Madonna. L'any 2008, Jeanne Tripplehorn fa el paper de Jacqueline Kennedy Onassis amb qui té una petita semblança física.
L'any 2012, encarna l'agent especial Alex Blake a la sèrie Criminal Minds les temporades 8 i 9. Va reemplaçar l'actriu Jennifer Love Hewitt.

## Filmografia

### Cinema
- 1992: Instint bàsic (Basic Instint) de Paul Verhoeven: Dr. Beth Garner
- 1993: The Night We Never Pose: Pastel
- 1993: The Firm: Abby McDeere
- 1994: Generació 90: Cheryl Goode
- 1995: Waterworld de Kevin Reynolds: Helen
- 1997: L'Amor de la meva vida: Gwen Moss
- 1997: Office Killer: Norah Reed
- 1998: Snitch: Annie
- 1998: Very Bad Things: Lleis Berkow
- 1999: Mickey els ulls blaus: Gina Vital
- 2000: Steal This Movie: Johanna Lawrenson
- 2000: Timecode: Lauren Hathaway
- 2000: Paranoid: Rachel
- 2000: So British ! d'Eric Styles: Miranda Frayle/Freda Birch
- 2001: Dial 9 for Love: Nina
- 2002: Enduts per la marea: Marina
- 2008: Winged Creatures de Rowan Woods: Doris Hagen
- 2009: Grey Gardens: Jacqueline Kennedy Onassis (TV)
- 2010: Crazy on the Outside: Angela Papadopolous
- 2010: Morning: Alice
- 2018: Gloria de Sebastián Lelio

### Televisió
- 1991: The Perfect Tribute: July (TV)
- 1997: Old Man: Addie (TV)
- 2002: My Brother's Keeper: Lucinda Pond (TV)
- 2003: La Caiguda dels Herois: Maj. Karen Harper (TV)
- 2006-2011: Big Love: Barb Henrickson, la dona de Bill Paxton (Sèrie TV HBO)
- 2011: Five d'Alicia Keys, Jennifer Aniston, Patty Jenkins, Demi Moore i Penelope Spheeris (TV): Pearl
- 2012-2014: Criminal Minds (temporades 8 i 9): Agent especial Alex Blake